# Posesión demoníaca

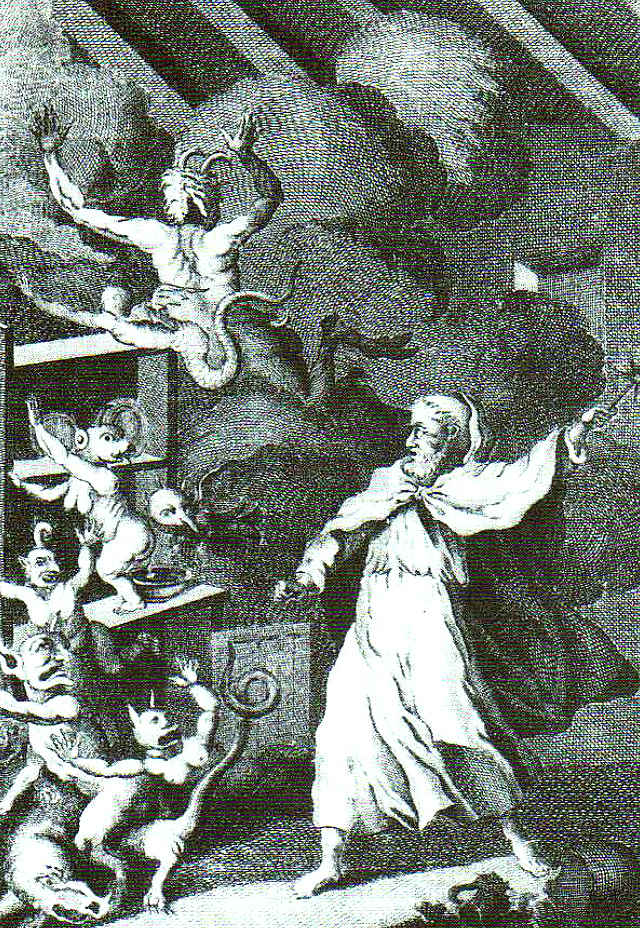
Grabado que muestra a un exorcista expulsando a ocho demonios.

Según la creencia religiosa, una persona es víctima de una posesión demoníaca, está endemoniada, o simplemente está poseída, cuando 
un espíritu maligno tomaría el control de su cuerpo. «Los signos exteriores de la posesión son casi siempre los mismos: la individualidad se desvanece y surge una distinta, demoníaca, que dura más o menos tiempo, a modo de un ataque», afirma Julio Caro Baroja.
Este trastorno del comportamiento que se atribuye al apoderamiento del espíritu por uno o más demonios, desde el punto de vista médico se considera un trastorno disociativo de la histeria y se le denomina «demoniopatía» o «demoniomanía».

## Historia

### Posesiones demoníacas en las mitologías antiguas
Las referencias más antiguas de posesiones demoníacas datan de los sumerios, quienes creían que todas las enfermedades del cuerpo y de la mente eran causadas por «demonios de la enfermedad» llamados gid-dim.
El sacerdote que practicaba exorcismos se denominaba ashipu, por contraposición a los asu, médicos que aplicaban vendajes.
Muchas tablillas de escritura cuneiforme incluyen plegarias a ciertos dioses pidiendo protección contra los demonios, y otras solicitaban a los dioses que expelieran a los demonios que invadían sus cuerpos.
Las culturas chamánicas también creían en la posesión demoníaca y los doctores chamanes también efectuaban exorcismos. En estas culturas, los decesos se atribuían a la acción de un demonio sobre el cuerpo del paciente.
En la tradición hebrea, se menciona a los dybbuk, un espíritu maligno originado por el alma errante de un muerto, que sería capaz de poseer otras criaturas y seres humanos adhiriéndose al cuerpo para habitarlo.
Igualmente en antiguas tradiciones, como las tradiciones budistas tántricas presentes en el texto de los Seis yogas de Naropa, se hace referencia a «posesiones» que pueden ser realizadas por los yoguis a través de la llamada Proyección poderosa en otros cuerpos; en la que el yogui proyecta su propia conciencia a otro organismo, ya sea ser humano o animal.

### La posesión demoníaca en el cristianismo

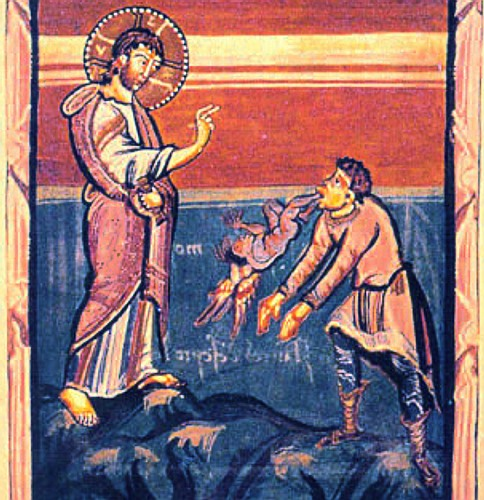
Miniatura medieval de Cristo curando a un endemoniado

En el Nuevo Testamento hay múltiples menciones a posesiones y exorcismos:
- Mateo 4:23-25: Personas poseídas curadas por Jesús (también en Lucas 6:17-19).
- Mateo 7:21-23: Muchos expulsarán demonios en el nombre de Jesús (también en Marcos 16:17; Lucas 10:17; Hechos 5:16; 8:7).
- Mateo 8:14-17: Jesús cura a muchos que están poseídos por demonios (también en Marcos 1:29-39; Lucas 4:33-41).
- Mateo 8:28-34: Jesús expulsa una horda de demonios acabando una piara de aproximadamente 2000 cerdos (también en Marcos 5:1-20 y Lucas 8:26-39, pero refiriéndose a un único hombre. Parece que, o Marcos y Lucas hablan solo del portavoz de los dos endemoniados, o su jefe, o que no mencionan sino a uno, porque no dictan que solo había un endemoniado).[5]
- Mateo 9:32-34: Jesús hace hablar a un hombre mudo poseído por demonios. Los fariseos dicen que lo hace por el poder de Belcebú (también en Marcos 3:20-22).
- Mateo 10:1-8: Jesús da a los doce apóstoles la autoridad para expulsar espíritus malignos (también en Marcos 3:15; 6:7; 6:13; Lucas 9:1; 10:17).
- Mateo 11:16-19: «Esta generación» dice que Juan el Bautista está poseído por un demonio (también en Lucas 7:31-35).
- Mateo 12:22-32: Jesús cura a un hombre poseído ciego y mudo (también en Lucas 11:14-23; 12:10; Marcos 3:20-30).
- Mateo 12:43-45: Jesús cuenta una alegoría de cómo los espíritus vuelven a casa, es decir, de cómo vuelven al cuerpo de un ser humano en el que habían vivido antes (también en Lucas 11:24-26).
- Mateo 15:21-28: Jesús expulsa un demonio del cuerpo de la hija de una mujer cananita (también en Marcos 7:24-30).
- Mateo 17:14-21: Jesús cura a un loco expulsando a un demonio fuera de él (también en Marcos 9:14-29; Lucas 9:37-49).
- Marcos 1:21-28: Jesús expulsa a un espíritu maligno de un hombre (también en Lucas 4:31-37).
- Marcos 9:38-40: Una persona no cristiana es vista expulsando demonios en el nombre de Jesús (también en Lucas 9:49-50).
- Marcos 16:9: Jesús expulsa siete demonios del cuerpo de María Magdalena (también en Lucas 8:2).
- Lucas 7:21: Jesús libera a mucha gente de posesiones por espíritus malignos.
- Lucas 13:10-17: Jesús expulsa en Sabbat a un espíritu que causa enfermedades en el cuerpo de una mujer.
- Lucas 13:31-32: Jesús continua expulsando demonios aun cuando Herodes Antipas está buscándole para matarle.
- Lucas 22:3: Satanás entra en Judas Iscariote (también en Juan 13:27).
- Juan 7:20: Una «turba de judíos» que querían matar a Jesús decían que estaba poseído por demonios.
- Juan 8:48-52: Los judíos dicen que Jesús es un samaritano poseído por demonios.
- Juan 10:20-21: Muchos judíos dicen que Jesús delira y está poseído por demonios, otros dicen lo contrario.
- Hechos 5:3: Satanás ocupa el corazón de Ananías.
- Hechos 5:16: Los Apóstoles expulsan espíritus malignos de personas poseídas.
- Hechos 8:6-8: Durante las enseñanzas de Felipe el Evangelista en Samaria, los espíritus malignos abandonan el cuerpo de muchos presentes.
- Hechos 8:18-19: Simón el Mago se ofrece a comprar el poder de la Imposición de las manos.
- Hechos 10:38: Pedro dice que Jesús expulsa a todo aquel que se encuentra bajo el poder del Diablo.
- Hechos 16:16-24: Pablo y Silas son encarcelados por expulsar un espíritu adivinatorio de una esclava.
- Hechos 19:11-12: Los pañuelos y los delantales tocados por Pablo curan enfermedades y expulsan espíritus malignos.
- Hechos 19:13-20: Siete hijos de Esceva intentan expulsar malos espíritus, diciendo: «En el nombre de Jesús, a quien Pablo predica, yo te ordeno salir». Pero no tienen éxito porque los demonios no les reconocieron ninguna autoridad respondiendo «A Jesús conozco, y sé quién es Pablo; pero vosotros, ¿quiénes sois?».

El primer cristiano que inició el estudio de las posesiones demoniacas fue san Hipólito, llamado el Punzador por su costumbre de utilizar agujas para encontrar las «marcas del demonio»: zonas de la piel anestesiadas que en aquel tiempo se atribuían a firmas del Satanás.
En la Edad Media y en los inicios de la Edad Moderna están documentados casos de supuestos endemoniados que fueron objeto de exorcismos. El famoso libro sobre la brujería publicado a finales del siglo XV, Malleus Maleficarum, detalla los exorcismos que pueden efectuarse en diferentes casos. Se creía que incluso los animales podían ser objeto de posesión. Cientos de gatos, cabras, y otros animales fueron sacrificados debido a la creencia de que encarnaban o estaban poseídos por un demonio.
Los exorcistas y estudiosos del tema creían que las personas endemoniadas presentaban unos síntomas determinados, como poner los «ojos en blanco», la llamada xenoglosia (hablar en lenguas desconocidas por el paciente), la aparición de «dermografismos» (escrituras del demonio en la piel del paciente), la conducta violenta, desorganizada o inhabitual para el paciente y las convulsiones, a las que se añadían la memoria o personalidad «borrada», la respiración agónica, la aversión a lo sagrado, la aparición de enfermedades sin causa aparente, el acceso a conocimientos sobre sucesos distantes y ocultos (la llamada gnosis) y a lenguajes extranjeros (la llamada glosolalia) o hablar y entender lenguas desconocidas por el sujeto, muchas de ellas «muertas» (que han dejado de existir), los supuestos cambios drásticos en la entonación vocal y en la estructura facial, la aparición repentina de lesiones (arañazos, punciones y diferentes marcas), las cicatrices «espontáneas» y la fuerza desproporcionada.

### Posesión demoníaca y brujería

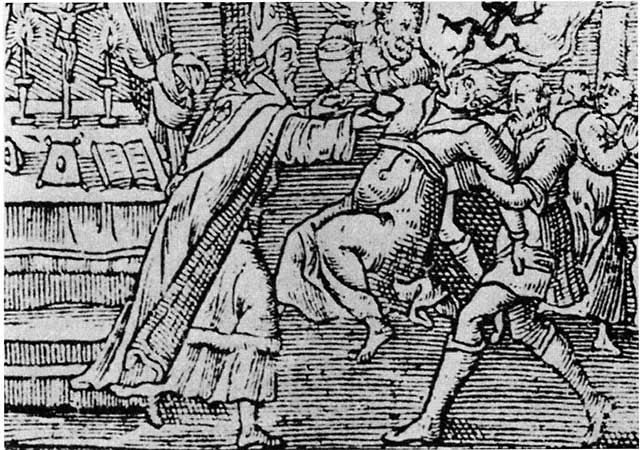
Grabado de un exorcismo contra una bruja que endemoniaba a sus víctimas (1598)

En el siglo XVII algunos casos de supuesta «posesión demoníaca» fueron atribuidos a las prácticas de brujería realizadas por brujas y, sobre todo, a brujos. El método que se creía que utilizaban era la entrega de un objeto cotidiano a una persona que quedaba así «endemoniada», poseída por el demonio de forma física, de ahí que en los exorcismos se utilizaran sustancias con un fuerte olor y sabor para obligar al demonio a que abandonara el cuerpo que había «ocupado». Por ejemplo, en el manual para exorcismos Flagellum daemonum de Mengus, se dan recetas de extraños ingredientes para combatir los maleficios y las posesiones.
También se creía que los brujos utilizaban la posesión carnal de las mujeres a las que seducían para que fueran poseídas por el demonio. Fue el caso de un sacerdote, preceptor del convento de las monjas ursulinas de Aix, que en 1610 fue acusado de ser brujo y de haber abusado y endemoniado a las religiosas que estaban a su cuidado espiritual. Más famoso fue el caso de las endemoniadas de Loudun, en el que el joven sacerdote Urbano Grandier fue acusado por la superiora del convento de Loudun de haber endemoniado a todas sus monjas, siendo quemado en la hoguera. Un caso similar tuvo lugar en el convento de San Plácido de Madrid en el que su director espiritual, fray Francisco García Calderón, fue denunciado y condenado por la Inquisición española por haber seducido y endemoniado a las monjas, y también por ser «alumbrado». Estas últimas abjuraron de levi, sufriendo diversas penas, y la superiora del convento, Teresa Valle de la Cerda, tras pedir la revisión de su caso, confesó que fue poseída por un demonio llamado Peregrino y que hasta veinticinco monjas más estuvieron endemoniadas.
Siglo XVIII
En el año 1791 Eberhard Gmelin describe por primera vez un caso de personalidad múltiple redefiniendo lo que antes se había conocido como posesión demoníaca a la luz de los progresos de la psiquiatría y la psicología.

## Interpretaciones

### Interpretación religiosa
En aquellas religiones cuyos cultos consideran la existencia de entidades demoníacas, la posesión demoníaca es el término con que se describe el control interno, intermitente o permanente, por un demonio de las acciones del cuerpo de un ser humano. La demonología se dedica a su estudio.
Además de la religión cristiana existen religiones o culturas que consideran la existencia de demonios que causan algún tipo de malestar mental, físico o espiritual. Por ejemplo: en la cultura islámica encontramos a los «Jinn» que son descritos como entes que pueden aparecer especialmente en forma de serpiente o de hombre para hacer maleficios a los humanos. Por otra parte en la mitología hebrea se hace referencia a dos tipos de demonios: los «e`irim» y los «shedim», ambos son demonios que interfieren en la vida de los hombres causándoles males; y a los espíritus «Dybbuk».
Muchas religiones tienen un protocolo para distinguir una posesión demoníaca de otro tipo de patologías de carácter no espiritual. En el caso de la religión católica, sólo se procede al ritual del exorcismo una vez los psiquiatras han estudiado el caso. La finalidad del exorcismo sería la expulsión del demonio o las entidades que tomaron el control del individuo.
Personas religiosas cristianas creen que los demonios pueden entrar en una persona de varias maneras, principalmente la práctica del espiritismo en sus diversas formas: invocación de espíritus de personas difuntas, pactos con el Satán, la astrología, la cartomancia, la ouija, etc.
También puede ser provocado en otra persona a través de prácticas satánicas, como misas negras, maleficios, mal de ojo, etc. En este caso, tanto la víctima, como los invocadores del maleficio pueden quedar infectados por uno o varios demonios.
Para los pensadores católicos, el demonio se puede manifestar sobre un plano puramente psicológico: lo hace a través de la obsesión o de las tentaciones obsesivas, por ciertas visiones inexplicables o/y alucinaciones; si su intervención se complica y toma la forma de desvaríos psicológicos o sobrenaturales, entonces se tratará de una posesión. En este caso, se podría poner en evidencia la presencia del demonio y su imperio sobre el cuerpo del poseído.
Se distinguen un estado de calma y un estado de crisis. El estado de crisis se deduce por las contorsiones, las explosiones de rabia, las palabras impías y blasfemas. El poseso entra en trance, perdiendo todo control, y, lo más a menudo, toda consciencia y memoria sobre lo que le está pasando.

### Explicación científica
Desde un punto de vista médico, la posesión demoníaca se considera una de las formas del trastorno disociativo (de conversión) que antiguamente se denominaba histeria. Se codifica en la clasificación internacional de enfermedades mentales (CIE) de la Organización Mundial de la Salud como F-44.3 trastorno de trance o posesión o como F-44.81 trastorno de personalidad múltiple; también se halla incorporado en el Manual de Diagnóstico y Estadística en su cuarta versión (DSM-IV). Comúnmente se le denomina «demoniopatía» o «demoniomanía» y se describe como la creencia del paciente de estar poseído por una divinidad o demonio, y de obrar bajo su control.
Su estudio médico comienza en 1791, cuando Eberhard Gmelin publica el primer caso de «doble conciencia»,[cita requerida] inaugurando así el estudio científico de esta rara patología que había sido atribuida desde siempre a supuestas entidades espirituales.
Algunos datos importantes son la publicación de Pierre Janet del caso «Aquiles», sobre un sujeto que en 1890 es poseído por el demonio y curado por el tratamiento hipnótico. Posteriormente, Joseph Breuer en colaboración con Sigmund Freud publica en 1895 los Estudios sobre la histeria, que se basa en el caso de Anna O, una joven con personalidad múltiple que hablaba en lenguas extranjeras. Continua el proceso Théodore Flournoy con el estudio de la médium Helene Smith, en su libro publicado en 1899 Desde la India al planeta Marte. En la actualidad, aunque poco publicitados, se ha continuado estudiando el trastorno con revisiones sobre temas tales como vudú, chamanismo, exorcismo, etc.
La medicina ha identificado una serie de trastornos psíquicos y neurológicos en los que se manifiestan fuerzas y aspectos desconocidos del psiquismo humano cuyos síntomas se parecen a lo que las religiones interpretan como signos de posesión demoniaca. Por ejemplo en 1608 el monje italiano Francesco Maria Guazzo, un ferviente creyente en la realidad de la brujería, señalaba en su Compendium Maleficarum que era difícil distinguir los signos indicativos de posesión de los síntomas de algunos trastornos mentales.
Por otra parte el neurólogo francés Jean-Martin Charcot fue el primero en percatarse de la similitud que mostraban los casos de histeria y los de posesión diabólica.
Otro síntoma que presentan las personas poseídas, son las reiteradas visiones y sentimientos que presentan, tales como sentir que un ente extraño les controla, sentimientos de ahogarse, quemarse, dolor, angustia y visión de entes, personas o espíritus extraños o ya fallecidos y que no son percibidos por los demás. Estos síntomas suelen aparecer en los diferentes tipos de trastornos disociativos, a menudo sobre todo en estratos socioeconómicos bajos o en regiones apartadas de la civilización y a menudo en cultos cristianos pequeños (sectas) se confunden los síntomas de la esquizofrenia o los trastornos de ideas delirantes con manifestaciones de posesión demoníaca.

## En el cine
El tema de la posesión demoníaca ha sido más explotado por el cine que por la literatura. La película más famosa que aborda este tema es El exorcista (basada en la novela homónima de William Peter Blatty, quien también escribió el guion de la película), cuya trama retrata un caso de posesión demoníaca en el siglo XX. La cinta muestra todas las características que debe reunir una persona para determinar que está poseída: hablar un idioma que desconozca, odiar los símbolos sagrados cristianos, blasfemar, practicar la telequinesis y demostrar una fuerza superior a sus capacidades físicas. Cabe mencionar que el sacerdote, quien además es psiquiatra, es el personaje más escéptico y racional de la película y durante una buena parte, se niega a admitir la posibilidad de una posesión diabólica.
El exorcismo de Emily Rose ―dirigida por Scott Derrickson en 2005― se basó en el caso real de la joven alemana Anneliese Michel, que murió por desnutrición y deshidratación el 1 de julio de 1976 después de haber sido sometida a varios exorcismos, siendo sus padres y sacerdotes participantes juzgados y condenados por negligencia médica.
El rito, película estrenada a principios del 2011. Basada en hechos reales sucedidos de un exorcismo realizado en la ciudad de Roma.
Líbranos del mal ―dirigida también por Scott Derrickson en 2014― se basó en el libro de memorias Cuidado con la noche de Ralph Sarchie, un ex-oficial de policía de la ciudad de Nueva York que investigó el caso de unos marines retirados que fueron poseídos por entidades demoníacas.
The Vatican Tapes, película estrenada en el 2015 que relata el caso de Angela Holmes, una joven estadounidense sospechosa de albergar un espíritu maligno.